# Tõrva
Tõrva (njem. Törwa) je grad i općina u okrugu Valgamaa, južna Estonija. Nalazi se na obalama rijeke Õhne.
Tõrva ima površinu od 4,80 km2 i 3.101 stanovnika (1. siječnja 2009), te je drugi najveći grad u okrugu udaljen 30 kilometara od glavnoga grad okruga Valge.
Tõrva je dobila gradska prava 2. srpnja 1926.
Gradske znamenitosti su mauzolej Barclay de Tolly, vlastelinstva Taagepera, Holdre i Helme, ruševine dvorca Tõrva, te špilje Helme i Koorküla.

## Vanjske poveznice
- Službene stranice (na estonskom)

|  | Zajednički poslužitelj ima još gradiva o temi Tõrva |